# Gunhouse
Gunhouse est un jeu vidéo de puzzle développé et édité par Necrosoft Games, sorti à partir de 2014 sur PlayStation Vita, iOS, Android et Nintendo Switch.

## Accueil
- Canard PC : 7/10[1]